# Bechem United Football Club
Il Bechem United Football Club, meglio noto come Bechem, è una società calcistica Ghanese con sede nella città di Bechem. Nella stagione 2017-2018 milita nella Super League del campionato Ghanese di calcio.

## Storia
Nel 2022 ha raggiunto per la prima volta nella sua storia la finale di Coppa di Ghana, perdendola per 2-1 contro l'Hearts of Oak.